# جيم وايت (لاعب كرة قدم)
جيم وايت (بالإنجليزية: Jim White)‏ هو مدرب كرة قدم ولاعب كرة قدم بريطاني، ولد في 1957.